# 道尔尼·陶马什
道尔尼·陶马什（匈牙利語：Darnyi Tamás，1967年6月3日—），匈牙利男子游泳运动员。他曾代表匈牙利参加1988年和1992年夏季奥林匹克运动会游泳比赛，共获得四枚金牌。